# 泉が丘 (神戸市)
泉が丘（いずみがおか）は、兵庫県神戸市垂水区にある町名。郵便番号は655-0885。

## 地理
住宅地である。垂水区南部の、福田川から少し離れた高台の上の平地部分に位置する。戦後から住宅地化が進み、市営住宅や川崎重工の寮、社宅がある。東は城が山、南は平磯、西は山手、北は東垂水に接する。一丁目から五丁目まである。住居表示が実施されている。一丁目南端をJR神戸線、山陽電気鉄道本線、国道2号が東西に通る。

## 歴史
現在の泉が丘の一部である旧東垂水町字西平尾・南平尾・中谷のあたりは高台の平地であり、福田川周辺の平地に比べ長く荒れた状態が続いていた。第二次世界大戦後、その土地を利用して市営住宅や川崎重工の寮、社宅が建設された。また、1968年（昭和43年）から1973年（昭和48年）まで不動産業者によって造成が行われた。当初は「東垂水団地」と呼ばれていた。1970年（昭和45年）6月に、住居表示実施と共に東垂水町字仲町、字西平尾、字南平尾、字堂谷、字中谷、字中島、字南北谷、字北谷、字灘縁（なだべり）の各一部より泉が丘として成立した。

### 地名の由来
佳名である。

### 町名の変遷
| 実施後       | 実施年月日            | 実施前（各小字ともその一部）                                                         |
| ------------ | --------------------- | ------------------------------------------------------------------------------------ |
| 泉が丘一丁目 | 1970年（昭和45年）6月 | 東垂水町字仲町、字西平尾、字南平尾、字堂谷、字中谷、字中島、字南北谷、字北谷、字灘縁 |
| 泉が丘二丁目 | 1970年（昭和45年）6月 | 東垂水町字仲町、字西平尾、字南平尾、字堂谷、字中谷、字中島、字南北谷、字北谷、字灘縁 |
| 泉が丘三丁目 | 1970年（昭和45年）6月 | 東垂水町字仲町、字西平尾、字南平尾、字堂谷、字中谷、字中島、字南北谷、字北谷、字灘縁 |
| 泉が丘四丁目 | 1970年（昭和45年）6月 | 東垂水町字仲町、字西平尾、字南平尾、字堂谷、字中谷、字中島、字南北谷、字北谷、字灘縁 |
| 泉が丘五丁目 | 1970年（昭和45年）6月 | 東垂水町字仲町、字西平尾、字南平尾、字堂谷、字中谷、字中島、字南北谷、字北谷、字灘縁 |

## 世帯数と人口
2021年（令和3年）12月31日現在の世帯数と人口は以下の通りである。
| 町丁         | 世帯数    | 人口    |
| ------------ | --------- | ------- |
| 泉が丘一丁目 | 271世帯   | 434人   |
| 泉が丘二丁目 | 193世帯   | 343人   |
| 泉が丘三丁目 | 453世帯   | 633人   |
| 泉が丘四丁目 | 164世帯   | 405人   |
| 泉が丘五丁目 | 308世帯   | 562人   |
| 計           | 1,389世帯 | 2,377人 |

## 小・中学校の学区
市立小・中学校に通う場合、学区は以下の通りとなる。
| 丁目   | 番   | 小学校               | 中学校               |
| ------ | ---- | -------------------- | -------------------- |
| 一丁目 | 全域 | 神戸市立東垂水小学校 | 神戸市立垂水東中学校 |
| 二丁目 | 全域 | 神戸市立東垂水小学校 | 神戸市立垂水東中学校 |
| 三丁目 | 全域 | 神戸市立東垂水小学校 | 神戸市立垂水東中学校 |
| 四丁目 | 全域 | 神戸市立東垂水小学校 | 神戸市立垂水東中学校 |
| 五丁目 | 全域 | 神戸市立東垂水小学校 | 神戸市立垂水東中学校 |

## 交通
町内にJR西日本、山陽電気鉄道の路線は通るが鉄道駅はなく、バス路線もない。近隣には山陽電気鉄道本線東垂水駅がある。

## 施設
- 垂水警察署平尾交番
- 泉ヶ丘北公園